# Ronde van Vlaanderen 1980
De 64e editie van de Ronde van Vlaanderen werd verreden op 30 maart 1980 over een afstand van 265 km van Sint-Niklaas naar Meerbeke. Michel Pollentier won na een sprint met Francesco Moser en Jan Raas. De gemiddelde uursnelheid van de winnaar was 38,459 km/u. Van de 179 vertrekkers bereikten er 46 de aankomst.

## Wedstrijdverloop
Op de Koppenberg voerden Marc Demeyer en de Italiaanse kampioen Francesco Moser het tempo aan. Roger De Vlaeminck kwam op de beklimming ten val door een haperend versnellingsapparaat. Desondanks wist hij nadien weer aan te sluiten bij de kop van de koers. Een omvangrijke groep met onder meer Moser, Demeyer, De Vlaeminck, Michel Pollentier, Jan Raas, Freddy Maertens, Gilbert Duclos-Lassalle en Sean Kelly reed naar de Muur van Geraardsbergen. Op de beklimming van de Muur was het opnieuw Moser die het tempo bepaalde, ditmaal met Pollentier in zijn wiel.
Na de Muur ontstond er een kopgroep bestaande uit zes renners: Moser, Pollentier, Raas, Demeyer, Maertens en De Vlaeminck. Op de Bosberg reden Moser en Pollentier zo'n 20 meter weg van de rest van de kopgroep. Wereldkampioen Raas besefte het gevaar en reed in zijn eentje naar de twee koplopers toe. Pollentier verklaarde later dat hij bewust op Raas gewacht had omdat hij hoopte dat Raas en Moser naar elkaar zouden kijken.
Nadien probeerde Pollentier zes keer uit de kleine kopgroep te ontsnappen, maar hij werd telkens teruggehaald door Moser en Raas. De drie reden samen naar de aankomst en maakten er een langgerekte sprint van. Omdat Moser en Raas in de slotkilometer vooral op elkaar gefocust waren, besloot Pollentier, de minste snelle van het drietal, op 400 meter van de finishlijn aan te vallen. Hij reed enkele meters weg van de twee andere koplopers. Moser probeerde in extremis om de kloof nog te dichten, maar kwam net tekort. Pollentier verklaarde dat hij in de slotsprint voor de aanval koos omdat Raas hem had toevertrouwd uitgeput te zijn.
In de achtergrond kregen de achtervolgers De Vlaeminck, Demeyer en Maertens het gezelschap van de Duclos-Lassalle. Doordat de koplopers in het slot van de wedstrijd het tempo lieten zakken, konden de achtervolgers de achterstand nog verkleinen tot minder dan een halve minuut.

## Hellingen
| - Oude Kwaremont - Koppenberg - Taaienberg - Eikenberg | - Volkegemberg - Varent - Steenberg - Pijpketel | - Muur - Bosberg |

## Uitslag
| Plaats | Renner                  | Ploeg                          | Tijd     |
| ------ | ----------------------- | ------------------------------ | -------- |
| 1      | Michel Pollentier       | Splendor-Admiral               | 6u36'45" |
| 2      | Francesco Moser         | Sanson                         | z.t.     |
| 3      | Jan Raas                | Ti-Raleigh-Creda               | z.t.     |
| 4      | Roger De Vlaeminck      | Boule d'Or-Studio Casa-Colnago | + 20"    |
| 5      | Marc Demeyer            | IJsboerke-Warncke              | z.t.     |
| 6      | Freddy Maertens         | San Giacomo                    | z.t.     |
| 7      | Gilbert Duclos-Lassalle | Peugeot-Esso-Michelin          | z.t.     |
| 8      | Gottfried Schmutz       | Cilo-Aufina                    | + 2'15"  |
| 9      | Guy Sibille             | Peugeot-Esso-Michelin          | + 2'40"  |
| 10     | Fons De Wolf            | Boule d'Or-Studio Casa-Colnago | + 2'45"  |

1913 · 
1914 · 
1915 · 
1916 · 
1917 · 
1918 · 
1919 · 
1920 · 
1921 · 
1922 · 
1923 · 
1924 · 
1925 · 
1926 · 
1927 · 
1928 · 
1929 · 
1930 · 
1931 · 
1932 · 
1933 · 
1934 · 
1935 · 
1936 · 
1937 · 
1938 · 
1939 · 
1940 · 
1941 · 
1942 · 
1943 · 
1944 · 
1945 · 
1946 · 
1947 · 
1948 · 
1949 · 
1950 · 
1951 · 
1952 · 
1953 · 
1954 · 
1955 · 
1956 · 
1957 · 
1958 · 
1959 · 
1960 · 
1961 · 
1962 · 
1963 · 
1964 · 
1965 · 
1966 · 
1967 · 
1968 · 
1969 · 
1970 · 
1971 · 
1972 · 
1973 · 
1974 · 
1975 · 
1976 · 
1977 · 
1978 · 
1979 · 
1980 · 
1981 · 
1982 · 
1983 · 
1984 · 
1985 · 
1986 · 
1987 · 
1988 · 
1989 · 
1990 · 
1991 · 
1992 · 
1993 · 
1994 · 
1995 · 
1996 · 
1997 · 
1998 · 
1999 · 
2000 · 
2001 · 
2002 · 
2003 · 
2004 · 
2005 · 
2006 · 
2007 · 
2008 · 
2009 · 
2010 · 
2011 · 
2012 · 
2013 · 
2014 · 
2015 · 
2016 · 
2017 · 
2018 · 
2019 · 
2020 · 
2021 · 
2022 · 
2023 · 
2024
Lijst van beklimmingen